# Caso Schoklender
Se denomina como Caso Schoklender al parricidio ocurrido en la madrugada del 30 de mayo de 1981, cuando Sergio y Pablo Schoklender fueron acusados del asesinato de sus padres en su piso del barrio de Belgrano en la ciudad de Buenos Aires. Este caso muy conocido conmocionó la opinión pública de Argentina.

## Antecedentes

### Los Schoklender en Tandil
El ingeniero industrial Mauricio Schoklender y Cristina Silva Romano se conocieron el 11 de enero de 1955, en una confitería céntrica, cuando ambos eran muy jóvenes. Él pertenecía a una familia judía de clase media, ella era católica, algo que no agradaba a la madre de Mauricio. De todos modos se casan (sin ceremonia religiosa) el 7 de julio de ese mismo año e inmediatamente se mudan a la ciudad bonaerense de Tandil, donde él consigue trabajo, en la empresa Metalúrgica Tandil S.A. En esta ciudad nacerán los tres hijos del matrimonio: El 30 de mayo de 1958 nace Sergio Mauricio, Pablo Guillermo llegó el 6 de febrero de 1961 y en 1963 Ana Valeria. Al principio el matrimonio vivió en una pensión humilde pero poco a poco las cosas fueron mejorando. Cristina se dedicaba a realizar reuniones literarias en su hogar. Cuando el crimen salió a la luz, algunos vecinos recordaron que la casa de los Schoklender era sucia y desordenada, y que Cristina tomaba mucho y solía dejar a los niños solos en casa. De Mauricio todos, especialmente quienes trabajaban para él, hablaban muy bien. Para 1968 Mauricio comienza a trabajar en el grupo Pittsburgh & Cardiff Coal Co. S.A., por lo que la familia se muda a la ciudad de Buenos Aires, al cuarto piso del 1480 de la calle 3 de Febrero, en Belgrano, donde posteriormente se desencadenaría el drama.

### El ingeniero Schoklender y la industria bélica alemana
Pittsburgh & Cardiff Coal Co. S.A., o Grupo Pittsburgh, era un gran conglomerado de empresas de la Argentina, propiedad del magnate alemán Carlos Jünger, Bartolomé Gandione y (en un 25%), de la empresa alemana August Thyssen-Hütte AG, una de las mayores siderúrgicas mundiales. Durante la dictadura del autodenominado Proceso de Reorganización Nacional concretó algunos de sus más grandes negocios, como la transferencia de tecnología para la instalación de fábricas de tanques (TAMSE) y submarinos (Astillero Domecq García), el licenciamiento para la construcción del Tanque Argentino Mediano, seis corbetas Meko 140 y cuatro submarinos TR 1700, y la compra de dos submarinos y cuatro fragatas-destructores producidos en Alemania. Según consta en el Boletín Oficial de la República Argentina, el 29 de mayo de 1981, pocas horas antes de ser asesinado, Schoklender había sido designado presidente de la empresa Lametal S.A., una de las principales del Grupo.

### Vísperas del crimen
El jueves 14 de mayo, en un confuso accidente en el balcón de su casa muere Julio de la Hera, gerente de Pittsburgh.
Al día siguiente, el viernes 15 de mayo de 1981, quince días antes del doble homicidio, se produjeron tres hechos que condicionaron el escenario del crimen: un robo, un "intento de homicidio" y un incendio: en la escena del robo, el actor principal fue Sergio, quien robó a su padre dinero y documentos, también el hijo mayor de los Schoklender denunció ante las autoridades de la Pittsburgh (donde estaba empleado junto a su padre) que alguien lo había dejado encerrado en una cámara frigorífica con la intención de matarlo. El incendio, habría sido provocado por Pablo, quien según esta hipótesis entró a la habitación matrimonial, roció con nafta el piso y prendió fuego. La pareja salió ilesa. El dormitorio se quemó por completo, igual que el pasillo. Una pericia final determinaría que el incendio había sido causado por un cigarrillo. La conexión original de electricidad del departamento queda dañada. El lunes 18, como consecuencia de un enfrentamiento con su madre, en que ella lo golpeó y lastimó, Pablo se va a vivir al hotel Normandie. Mauricio inició los trámites ante el seguro y no le permitió volver porque, como lo consideraba un desequilibrado, tenía miedo de que contara lo que había pasado y que el seguro no le reconociera los daños.
El viernes 29, el matrimonio, Sergio y Valeria cenan juntos en un restaurante de la costanera. Esperan la medianoche para brindar por el cumpleaños 23 del hijo mayor. Según consta en el expediente judicial, se obtienen de esa cena varias presunciones:

«...En primer término se advierte la ausencia de Pablo, ausencia que también se notó de su propia casa, sugestivamente desde el día en que se incendiara el dormitorio de sus padres mientras dormían. Aparece entonces como razonable la posibilidad de que no fuera aquél ajeno a ese supuesto accidente, así como que desde esa ocasión tenía prohibido el ingreso. Esta hipótesis se fortalece recordando que a poco de los luctuosos hechos, cuando las domésticas sorprendidas al verlo, le preguntaron si no temía que su madre lo viera, les respondió que la noche anterior habían hecho las paces... Sin esfuerzo se infiere entonces que no había ido a cenar porque con él estaban sus padres disgustados...»

## Crimen

### La doble muerte

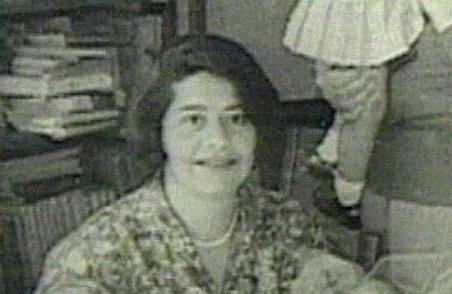
Cristina Silva Romano de Schoklender c. 1960.

En la noche del 29 de mayo de 1981, mientras el resto de la familia cenaba en la Costanera, Pablo, en ese entonces ya tenía 20 años, volvió al departamento de la calle 3 de Febrero y al oír que regresaban se escondió en el placar del dormitorio de su hermano. Aproximadamente a las 3 de la madrugada de ese sábado 30 de mayo, Pablo Schoklender despertó a su hermano Sergio (quien estaba cumpliendo 23 años esa madrugada), yéndose ambos a cavilar al living. A esas cavilaciones les puso fin Pablo cuando al notar que su madre se había levantado y se dirigía hacia donde ellos estaban, se escondió y aprovechando que estaba de espaldas, le destroza la cabeza con una barra de acero de 30 cm de largo y 3 cm de diámetro, de las utilizadas para hacer pesas. El primer golpe se lo asesta en el lado derecho de la cabeza, haciéndola caer de bruces (en la posterior autopsia hallarían una concentración de 1,66 de alcohol en sangre en el cuerpo de Cristina). Habría sido Sergio quien luego le descargó dos golpes más, en la parte posterior del cuello, cerca de la nuca. Luego buscó una camisa azul suya que estaba para lavar con la que le apretó el cuello, para estrangularla. Aún estaba viva. Pablo buscó una sábana con la que la envolvieron como si fuera una mortaja y le puso una bolsa plástica para residuos en la cabeza. Con trapos limpiaron la sangre que manchaba el piso de parquet. Durante las siguientes dos horas los hermanos deliberaron que hacer con su padre, decidiendo matarlo también. Los dos fueron hasta la habitación donde dormía, Sergio llevaba la barra de acero y Pablo tenía una cuerda náutica. Mauricio estaba sobre el costado derecho de la cama. Con fuertes golpes le destrozan casi todos los huesos del cráneo. Sergio le pidió la cuerda a Pablo y la pasó por el cuello de su papá. Hizo un torniquete con la barra y la iba retorciendo. Al rato lo envolvieron con la sábana de abajo, la que cubría el colchón y hasta le dejaron la almohada. Le pusieron la bolsa plástica en la cabeza. Eran las 5 de la mañana.

### El hallazgo de los cuerpos
En el garaje del subsuelo del edificio había dos autos de la familia, ambos marca Dodge, uno de ellos, un  Coronado (chapa patente C726713) color ladrillo y techo vinílico, automóvil de altísimo lujo para la época. Pablo bajó primero con las llaves del Coronado y le mandó el ascensor a su hermano. Sergio bajó con el cuerpo de su mamá en brazos y lo puso en el baúl del Coronado. Entre ambos bajaron el cadáver del padre y lo pusieron también en el baúl. Subieron al departamento, limpiaron las manchas de sangre del living y el dormitorio y tomaron las prendas manchadas con sangre y la ropa que sus padres solían usar cuando salían de viaje. Toda la ropa, la limpia y la ensangrentada, la pusieron en un bolso marrón y bajaron por el ascensor. Pablo desciende en planta baja para esperar a su hermano en la puerta del edificio. Sergio sigue hasta el garaje. Cuando llega, se encuentra al encargado, Isas J. Tejada, dispuesto a lavar el auto, por orden del ingeniero. Le dijo que no lo hiciera, pues él saldría en ese momento y cargando el bolso arrancó. Pablo esperaba en planta baja y ambos tomaron rumbo hacia Barrio Norte. La presencia de algunos policías los asustó. Pablo bajó del auto en Las Heras y Pueyrredón y Sergio siguió conduciendo hasta la Avenida Coronel Díaz 2459 enfrente del parque Las Heras en el barrio porteño de Recoleta., donde lo dejó estacionado con su macabra carga, con la intención, según declaró ante la policía la entonces novia de Pablo, de regresar luego para deshacerse del vehículo y los cadáveres.
Durante la mañana del domingo 31, unos niños que jugaban en el parque Las Heras en avenida Coronel Díaz en su intersección entre Pacheco de Melo y Peña, advirtieron que del  automóvil Dodge de la familia manaba un hilo de sangre proveniente del baúl. Asustados, comunicaron el hecho a sus padres, quienes llamaron a la policía. Un rato después, otro vecino, que no se identificó, repitió el llamado a la comisaría 21ª. Eran las 11 de la mañana. 
Alrededor de las 17, se hicieron presentes los efectivos de seguridad, quienes confirmaron que del coche había manado sangre. Lo primero que hicieron los funcionarios policiales fue tender un hermético cerco en torno del vehículo, impidiendo así acercarse inclusive a los reporteros gráficos. Al lugar convergieron también tres grúas y dos camiones de bomberos. Uno de los oficiales que participó en el procedimiento negó todo tipo de información a la prensa, derivando el caso al Departamento Central de Policía. Sin embargo, algunos vecinos dijeron que, ante la imposibilidad de abrir el robusto baúl del auto, la policía debió recurrir a la brigada antiexplosivos, que a las 19 de ese día logró abrir la cerradura, empleando un detonante. Este dato no figura en la causa. Una vez abierto el baúl, con detonante o no, encontraron, según informes del Departamento Central de Policía otorgados a los medios de difusión, dos cadáveres correspondientes a un hombre y una mujer de 45 años, aproximadamente, ambos muertos por estrangulamiento. 
Posteriormente, se amplió la información a la prensa: los cuerpos de la pareja vestían pijamas y estaban envueltos en una sábana blanca. Las cabezas, cubiertas por sendas toallas y luego por bolsas de polietileno de las usadas para residuos, presentaban golpes hechos con una barra de metal. Dicha barra estaba aún en el cuello del ingeniero Schoklender, y con ella y una soga se había efectuado un torniquete que le había provocado la muerte por asfixia o estrangulamiento. El cráneo del ingeniero Schoklender, especialmente, parecía casi destrozado.

### La huida
Ese domingo era juez de Instrucción Nacional en Primera Instancia el doctor Juan Carlos Fontenla, el primero en entender la causa abierta, quien manifestó que: 

«En ningún momento se los tuvo como culpables desde un comienzo. Cuando fueron identificados los cadáveres, el comisario me puso en conocimiento de que había llamado a la casa de Schoklender y fue atendido por uno de los hijos. Allí le manifestó que su padre había tenido un accidente, que concurriera a la seccional.»

Como era obvio, y tras haber sido puestos en alerta por el propio comisario de la 21ª, los hermanos emprenden la huida. En su declaración policial, la entonces novia de Pablo, relata que luego de los asesinatos este le manifiesta a su hermano que era conveniente buscar un lugar cerrado para incendiar el coche donde habían quedado los cadáveres. Acotó que cuando se enteró de que la policía había encontrado el rodado, le pidió que lo acompañara al sitio donde lo habían dejado y al no hallarlo decidió pasar por la Seccional interviniente para comprobar si allí estaba. La policía interroga también a la hermana menor, Ana Valeria, de 19 años, quien inmediatamente es considerada como fuera de toda sospecha.
Para ese momento, Sergio había logrado engañar al vicepresidente de Lametal S.A., Andrés Horvat, de quien obtuvo 5000 dólares con la excusa de que su padre (a la sazón presidente de dicha empresa) se encontraba en graves problemas. Con el mismo propósito, Pablo intentó a su vez contactar a otro de los directivos del grupo Pittsburgh, Carlos Kauffman, pero le fue imposible encontrarlo.
Con el dinero estafado a Horvat y el efectivo que tomaron de sus padres, los hermanos emprenden la huida, con la intención de llegar al Brasil, pero al cerrarse el cerco policial sobre ellos, se ven impedidos de hacerlo en avión desde Buenos Aires, entonces emprenden un viaje en remís hacia Mar del Plata, allí se hospedaron en el Gran Hotel Dorá. Primero llegó Sergio, al otro día Pablo. La primera noche, según cuenta la revista "La Semana" de Editorial Perfil, una reconocida revista de la época, Sergio pidió un taxi y le solicitó al chofer que lo contactara con una prostituta. Estuvo una hora en el Hotel Alojamiento Top's, en el viejo camino a Miramar. La revista también cita a quien era el presidente del aeroclub de Mar del Plata: en su relato cuenta que los hermanos, utilizando el apellido Fogel, le pidieron un aerotaxi para viajar a Entre Ríos y de allí a Punta del Este a "encontrarse con el padre".Luego hablaron con Abraham Vinski, el dueño de una agencia de publicidad al que le solicitaron, según La Semana, una campaña publicitaria. "Dijeron que pertenecían a Industrias Náuticas Volser y que el único propietario era un tal Pablo Schoklender. La idea era lanzar una nueva línea de cruceros, de producción nacional, en Mar del Plata. Querían una página semanal en cada diario de acá, cuatro letreros bien grandes, ocho comerciales diarios por televisión. y cuatro modelos full time". Los hermanos pidieron que las modelos viajaran con ellos a Montevideo inmediatamente. También una cena para 300 personas a todo lujo. El publicista, dice la revista, dudó pero pensó que era un gran negocio. Sin embargo, al día siguiente, los hermanos ya no estaban en el hotel. Cada uno había huido por separado.

## Juicio

### Detenciones
Luego de separarse de su hermano, Sergio compró un caballo y se fue hacia el norte por la costa. A 29 kilómetros de Mar del Plata, y ya entrada la noche (eran las 21:30), pidió alojamiento en el "Viejo Almacén Cobo". Le contó al dueño del lugar Daniel Columba que pretendía ir a caballo hasta los Estados Unidos. Luego de cenar, Columba se retira a descansar y Sergio quedó en compañía del encargado, Bernardino Luquez, eran las diez de la noche. Había estado tomando un poco, pero no había llegado a emborracharse. A los pocos minutos Luquez va a avisarle a su jefe que estaban frente al asesino prófugo. Entre los dos lo encierran en una piecita que tienen de depósito. Van hasta Vivoratá y cuando regresan, cerca de las 5:40 descubren que Schoklender había huido a pie, dejando abandonado su caballo. La policía lo encontró cerca de allí, haciendo dedo a la altura del kilómetro 372 de la ruta nacional N.º 2.
Por su parte, Pablo comenzó una fuga que lo llevó primero a Rosario y luego a la Provincia de Tucumán. Allí, él también compra un caballo con el plan de escapar a Bolivia, pero en la localidad de Ranchillos fue detenido. En principio se dijo que confesó el crimen a la policía. Pero luego, el juez Fontenla aseguró que allí no se le había tomado declaración.

### Condenas
Durante el juicio, el entonces abogado defensor de los acusados, Jorge Goodbar, sostuvo que los hermanos eran inocentes y afirmó que el móvil «tuvo que ver con el tráfico de armas que realizaba Mauricio Schoklender padre» desde su cargo de gerente en la firma Pittsburgh & Cardiff, apuntando a que en el asesinato estaban involucrados sectores militares.
El 12 de marzo de 1985, y ya en democracia, la jueza de 1ª instancia Marta Lopardo analizó y desestimó la defensa formulada y condenó a Sergio a prisión perpetua, por el delito de homicidio calificado por el vínculo en concurso real con homicidio calificado por el vínculo y por alevosía, con la salvedad de que debe responder como coautor penalmente responsable, y como autor de estafa en concurso materia, absolviendo a Pablo por falta de mérito.
Poco más de un año después, el 7 de abril de 1986, la Cámara Nacional de Apelaciones en lo Criminal y Correccional (Sala V) confirmó la sentencia de Sergio, revocó la absolución de Pablo y lo condenó también a prisión perpetua como coautor penalmente responsable de los delitos de homicidio calificado por el vínculo y alevosía, reiterado dos veces. Para ese entonces, Pablo se había fugado, desconociéndose su paradero.

### Recaptura de Pablo Schoklender
Recién el 14 de mayo de 1994, la policía boliviana detuvo al ciudadano argentino Jorge Velásquez, por giro doloso de cheques, enviando las huellas digitales a  Interpol, se supo entonces que Velásquez era en realidad Pablo, quien había ingresado a Bolivia con un pasaporte falso a nombre de Walter Sandoval, instalándose en Santa Cruz de la Sierra con el alias de Velásquez. Fue entregado a una comisión policial argentina, que lo condujo nuevamente a Buenos Aires.
Sergio Schoklender ha evitado siempre referirse a los hechos relacionados con el brutal asesinato de sus padres en declaraciones públicas y en ocasiones ha dicho que lo haría cuando su hermano Pablo saliera en libertad, explicando que temía que sufriera represalias en prisión por lo que él pudiera decir. Luego de que Pablo saliera en libertad ha mantenido su postura.

## Después de la cárcel
Tras 14 años preso, Sergio obtuvo la libertad condicional el 28 de noviembre de 1995, después de cumplir las dos terceras partes de su condena. Tras cumplir también los dos tercios, Pablo, comenzó a obtener salidas laborales en mayo de 2001. Sergio impulsó la educación universitaria en las cárceles, y gracias a ello, él mismo logró recibirse de abogado en prisión. Hasta mayo de 2011 se desempeñó como abogado y apoderado de la Asociación Madres de Plaza de Mayo. De Ana Valeria se pierde todo rastro durante treinta años, hasta que periodistas la hallaron viviendo en el anonimato, bajo un nombre cambiado. Luego del crimen había impugnado los derechos hereditarios de sus hermanos.
Pablo Schoklender escribió un libro con su versión de la historia (Yo, Pablo Schoklender, ISBN 978-9500251006), que fue base de la película Pasajeros de una pesadilla protagonizada por Federico Luppi y Alicia Bruzzo, estrenada en 1984. En ella se plantea un cuadro familiar en el que los padres sometían a los hermanos a distintos tipos de abuso; el asesinato de la madre habría ocurrido como resultado de una pelea con sus hijos, y ante lo sucedido éstos habrían decidido asesinar al padre mientras dormía.